# Bächingen an der Brenz
Bächingen an der Brenz est une commune de Bavière (Allemagne), située dans l'arrondissement de Dillingen, dans le district de Souabe.

## Personnalités liées à la ville
- Richard von Süßkind-Schwendi (1854-1946), général mort à Bächingen an der Brenz.